# Norbert Bunge
Norbert Bunge (* 12. Juli 1941 in Berlin; † 14. April 2024 ebenda) war ein deutscher Filmemacher, Kameramann, Fotograf und Galerist. Er betrieb viele Jahre die Fotogalerie argus in Berlin-Mitte.

## Leben

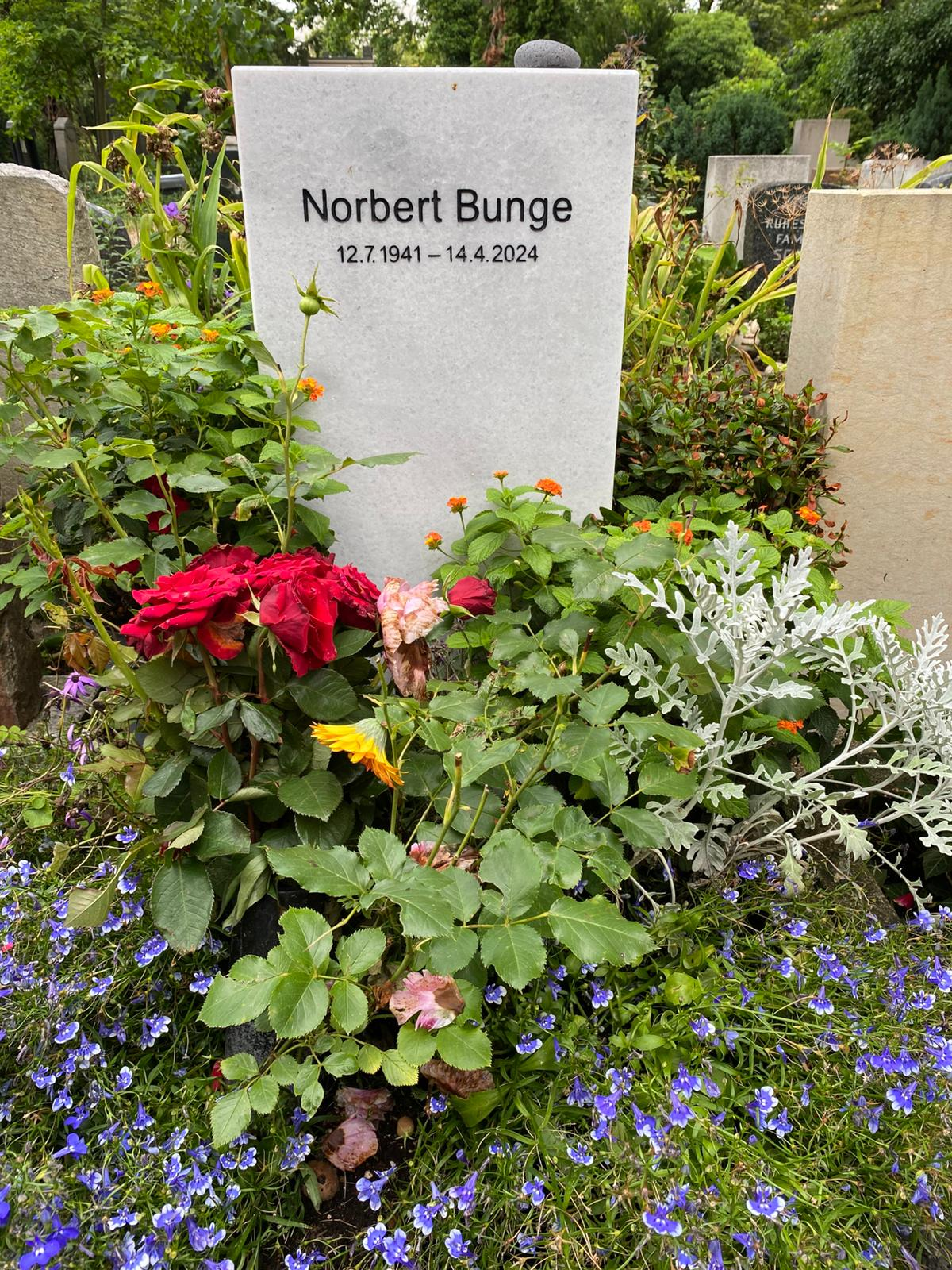
Grabstätte

Bunge drehte seit 1974 zahlreiche Dokumentarfilme, zunächst als Kameramann, später auch als Regisseur und Produzent. Die Themen seiner Filme sind neben den Porträts bekannter Künstler wie George Grosz, Peter Weiss und Fritz Cremer insbesondere der Nationalsozialismus und die Apartheid. Seine Filme wurden im Kino, im Fernsehen und auf zahlreichen Filmfestivals gezeigt.
1996 eröffnete er die Galerie argus fotokunst in Berlin-Mitte, die der Fotografie des 20. Jahrhunderts gewidmet ist, insbesondere der sw-Fotografie. Als Galerist legte Norbert Bunge einen Schwerpunkt darauf, die ostdeutsche Fotografie einem größeren Publikum näherzubringen. Er stellte dazu unter anderem die Arbeiten von Arno Fischer, Ursula Arnold, Helga Paris, Uwe Steinberg, Barbara Berthold, Ulrich Wüst, Christian Borchert, Sibylle Bergemann, Lutz Dille, Roger Melis, Matthias Leupold und Manfred Paul aus. Zugleich schuf er regelmäßig bedeutenden Fotografen, die in Deutschland kaum oder kaum mehr bekannt waren, wieder ein Forum wie Clemens Kalischer, Ragnar Axelsson, Hans Hammarskiöld und Will McBride.
Norbert Bunge erhielt seine letzte Ruhestätte auf dem Friedhof der Dorotheenstädtischen und Friedrichswerderschen Gemeinden.

## Filmografie
- 1976: Krawatten für Olympia (Kamera)
- 1983: Aufstehen und Widersetzen (Kamera)
- 1985: Arbeit im Mehringhof oder Wege ins Paradies (Kamera)
- 1985: Namibia – Für uns immer noch Südwest (TV) (Regie, Buch)
- 1989: My Name Is Bertolt Brecht – Exil in USA (Produktion, Regie, Buch, Kamera)
- 1991: Verbotene Klänge – Musik unter dem Hakenkreuz (TV) (Regie, Kamera)
- 1992: Schön ist’s im Labyrinth - George Grosz in Amerika (Produktion, Regie, Buch, Kamera)
- 1993: Den Teufel am Hintern geküsst (Kamera)
- 1995: Alles aussteigen...! - Ein S-Bahnhof und die Wende (Dokumentarfilm) (Kamera)[4]
- 2004: Verbotene Klänge – Komponisten im Exil (Dokumentarfilm)[5]
- 2006: CLEMENS KALISCHER – Mit Distanz ganz nah (Dokumentarfilm)[6]

## Ausstellungen (Fotograf)
- „nebenan und anderswo“, Otto-Nagel-Galerie, Berlin, 2006[7] - mit Katalog (Hrsg.) Marlies Krause[8]
- „Mit Distanz ganz nah“, Forum für Fotografie Köln, 2019[9]

## Publikationen
- mit Denis Brudna (Hrsg.): Clemens Kalischer. Hatje Cantz, 2002, ISBN 3-7757-1129-5.
- als Hrsg. dacapo. Fotografien von Dirk Alvermann. Kettler, 2008, ISBN 978-3-941100-22-0.
- Mathias Bertram (Hrsg.): Norbert Bunge. Fotografien. Lehmstedt Verlag, Leipzig 2017, ISBN 978-3-95797-059-6.
- Mathias Bertram (Hrsg.): Norbert Bunge. Portraits. Lehmstedt Verlag, Leipzig 2018, ISBN 978-3-95797-076-3
- als Hrsg. Hans-Jörg Rother: Rezensionen: Fotoausstellungen von 1997–2020. Galerie Argus Fotokunst, Berlin 2020[10]
- mit Norbert Moos (Hrsg.): Uwe Steinberg. BERLIN. Lehmstedt Verlag, Leipzig 2023, ISBN 978-3-95797-156-2.